# Oleg Iourievitch Roï
 (juin 2021).
La mise en forme du texte ne suit pas les recommandations de Wikipédia : il faut le « wikifier ».
Les points d'amélioration suivants sont les cas les plus fréquents. Le détail des points à revoir est peut-être précisé sur la page de discussion.
- Les titres sont pré-formatés par le logiciel. Ils ne sont ni en capitales, ni en gras.
- Le texte ne doit pas être écrit en capitales (les noms de famille non plus), ni en gras, ni en italique, ni en « petit »…
- Le gras n'est utilisé que pour surligner le titre de l'article dans l'introduction, une seule fois.
- L'italique est rarement utilisé : mots en langue étrangère, titres d'œuvres, noms de bateaux, etc.
- Les citations ne sont pas en italique mais en corps de texte normal. Elles sont entourées par des guillemets français : « et ».
- Les listes à puces sont à éviter, des paragraphes rédigés étant largement préférés. Les tableaux sont à réserver à la présentation de données structurées (résultats, etc.).
- Les appels de note de bas de page (petits chiffres en exposant, introduits par l'outil «  Source ») sont à placer entre la fin de phrase et le point final[comme ça].
- Les liens internes (vers d'autres articles de Wikipédia) sont à choisir avec parcimonie. Créez des liens vers des articles approfondissant le sujet. Les termes génériques sans rapport avec le sujet sont à éviter, ainsi que les répétitions de liens vers un même terme.
- Les liens externes sont à placer uniquement dans une section « Liens externes », à la fin de l'article. Ces liens sont à choisir avec parcimonie suivant les règles définies. Si un lien sert de source à l'article, son insertion dans le texte est à faire par les notes de bas de page.
- La présentation des références doit suivre les conventions bibliographiques. Il est recommandé d'utiliser les modèles {{Ouvrage}}, {{Chapitre}}, {{Article}}, {{Lien web}} et/ou {{Bibliographie}}. Le mode d'édition visuel peut mettre en forme automatiquement les références.
- Insérer une infobox (cadre d'informations à droite) n'est pas obligatoire pour parachever la mise en page.

Pour une aide détaillée, merci de consulter Aide:Wikification.
Si vous pensez que ces points ont été résolus, vous pouvez retirer ce bandeau et améliorer la mise en forme d'un autre article.
 (juin 2021).
Oleg Iourievitch Roï (en russe : Оле́г Ю́рьевич Рой, de son vrai nom - Rezepkine ; né le 12 octobre 1965 à Magnitogorsk), est un écrivain, scénariste, producteur et personnage public russe, membre du conseil d’administration de l’Association du film d’animation.

## Biographie
Oleg Roï est né le 12 octobre 1965 dans la ville de Magnitogorsk. Il est diplômé de la faculté de psychologie de l'institut pédagogique de Magnitogorsk avec un diplôme d'enseignant-psychologue. Après un certain temps, il part pour la Suisse, où il vit pendant onze ans et où il se lance dans la littérature,,,,.
Il commence à publier de la littérature pour enfants sous son vrai nom en 2003. Sa première série de livres est intitulée Les Aventures de Lechik.
En 2012, les premiers livres de la série pour enfants Jinglekids ont été publiés, qui sont ensuite devenus la base de la populaire série animée en 3D. « Jinglekids » a été achetée pour être diffusée par Netflix. La série animée Drakocha Tocha d'Oleg Roy figure dans le top 10 des émissions les plus populaires des chaînes de télévision « Mult » et «Carrousel».
En novembre 2019, lors de l’exposition MIPCOM à Cannes, Oleg Roï présente une nouvelle série d'animation 3D Les Gardiens sur les aventures de la jeunesse du futur.
En 2020, Great Frame, en collaboration avec Riki Group, annonce 15 séries animées d'aventure basées sur les œuvres d'Oleg Roï,.
Il a également été vice-président de l'Union des Personnes Handicapées de Russie (notamment en 2008),.

## Prix et reconnaissances
- Au début des années 2000, Oleg Roï s'est vu décerner la « La Croix du Chevalier d’Or de la Vaillance et de l’Honneur » de l'Association des écrivains de genres détective et non-détective « Club de détectives » pour sa contribution à la littérature et à la charité[3],[4],[13].
- En 2014, il est le lauréat du prix littéraire russe Le Prix Bounine[14].

- Un certain nombre d'œuvres d'Oleg Roï ont été reprises par le cinéma ou la TV. Ainsi, deux films sont tirés de son roman mystique Maison sans sortie.
- La série télévisée Hindou, basée sur le roman Le Sourire d’un chat noir, a été nommée en 2011 pour le 51e Festival de télévision de Monte-Carlo[15],[16].
- En 2013-2014, en Russie, Oleg Roï figure, selon la Chambre russe du livre, dans le top 10, (et dans les 20 premiers en 2015-2017) parmi les auteurs de fiction pour adultes en matière de circulation annuelle totale de livres publiés.
- En 2019 il occupe la 13e place parmi les auteurs de littérature pour enfants les plus publiés en Russie[17],[18],[19].

## Œuvres
L'auteur a écrit plus de 60 romans pour adultes dans des genres variés : prose sentimentale, thriller psychologique, fantastique.